# Wasgau Produktions & Handels AG

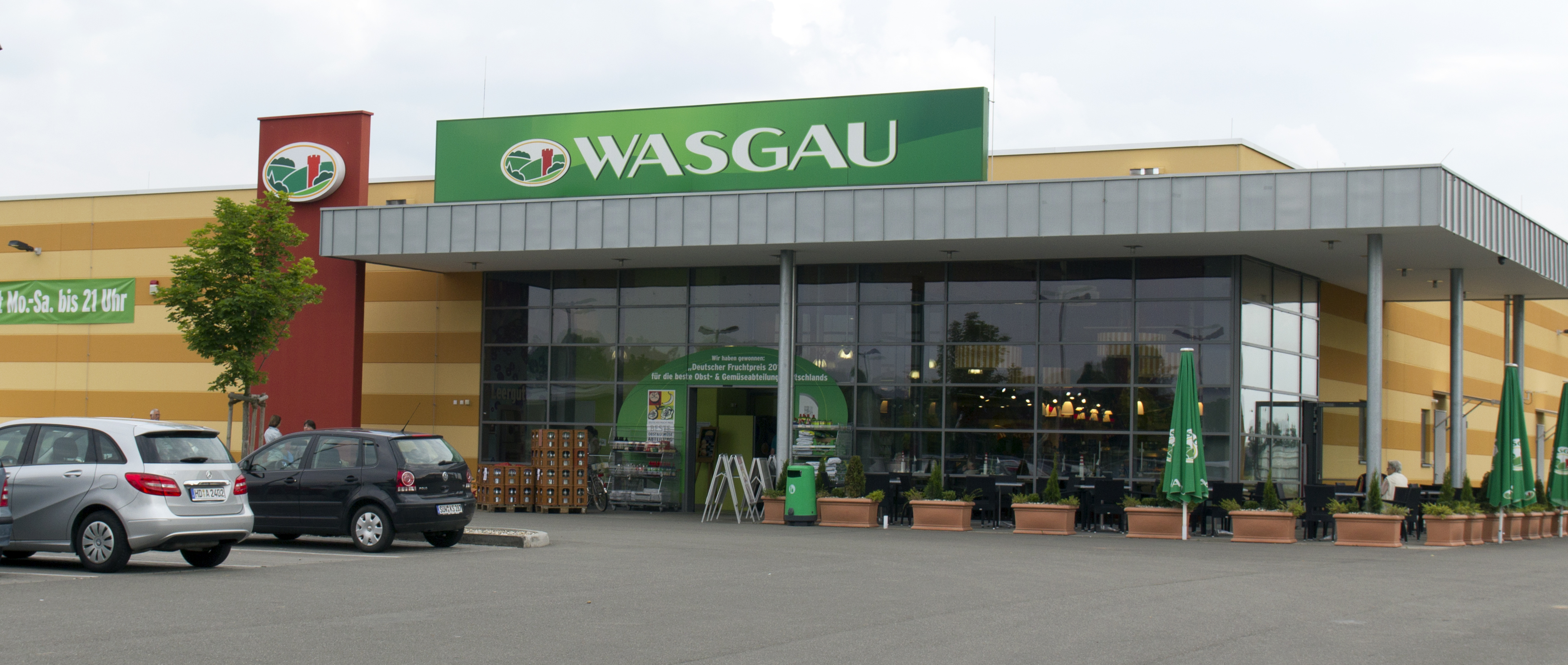
Verbrauchermarkt in Geinsheim

Die Wasgau Produktions & Handels AG (Eigenschreibweise: WASGAU) mit Sitz in Pirmasens ist ein Lebensmitteleinzel- und -großhändler mitsamt angeschlossenen Produktionsbetrieben. Sie betreibt 71 Lebensmittelmärkte in Rheinland-Pfalz, dem Saarland und Baden-Württemberg.

## Geschichte
1925 gründeten in Pirmasens 19 Kolonialwarenhändler die Einkaufsgenossenschaft der Kolonialwarenhändler, welche sich 1935 dem Rheinisch-Westfälischen Einkaufsverbund (Rewe) anschloss. Durch mehrere Zusammenschlüsse mit anderen regionalen Einkaufsgenossenschaften entstand bis in die 1960er hinein die Rewe Westpfalz und später die Rewe Südwest. Neben den Läden, die durch selbständige Kaufleute geführt und durch die Genossenschaft beliefert wurden, entstanden auch eigene Märkte in Regie der Genossenschaft.
1989 wurde die Rechtsform von der eG zur AG geändert und das Unternehmen in Südwestkauf AG umfirmiert. Zudem wandte sich das Unternehmen von Rewe ab und bezog seine Waren von der Schweizer Markant. Im Zuge dessen wurden auch die eigenen Märkte des Unternehmens umgeflaggt und traten als Markant-Märkte auf. 1994 änderte das Unternehmen seinen Namen in Markant Südwest AG und ging an die Börse. Nach einer neuerlichen Namensänderung lautet die Firma nunmehr Wasgau Produktions & Handels AG.

## Struktur
Die Wasgau Produktions & Handels AG fungiert zum einen als Konzernmutter für die Gruppe und erbringt zum anderen zentrale Dienstleistungen in Verwaltung und Logistik. In der Wasgau Metzgerei GmbH und der Wasgau Bäckerei & Konditorei GmbH werden Fleisch- und Wurstprodukte sowie Backwaren hergestellt, welche über den Einzel- und Großhandel der Gruppe vertrieben werden. Unter dem Dach der Wasgau Einzelhandels GmbH werden rund 72 Verbrauchermärkte unter der Marke Wasgau betrieben. Die Wasgau C+C Großhandel GmbH betreibt sechs Abholgroßmärkte und beliefert auch gewerbliche Großverbraucher.

## Eigentumsverhältnisse
Wesentliche Eigentümer sind die Wasgau Food Beteiligungsgesellschaft mbH in Annweiler mit 53,10 Prozent, die Edeka Südwest GmbH in Offenburg mit 24,98 Prozent sowie die Rewe Markt GmbH in Köln mit 14,84 Prozent.
An der Wasgau Food Beteiligungsgesellschaft mbH wiederum hält die Rewe-Markt GmbH 51 Prozent. Die übrigen 49 Prozent hält die Adrienne-und-Otmar-Hornbach-Stiftung.
Quotal ergibt sich hieraus folgendes Eigentumsverhältnis:
- Rewe: 41,92 Prozent
- Hornbach-Stiftung: 26,02 Prozent
- Edeka: 24,98 Prozent
- Streubesitz: 7,08 Prozent